# سالي إيدن
سالي إيدن (بالإنجليزية: Sally Eden)‏ هي جغرافية بريطانية، ولدت في 1967، وتوفيت في 2016.